# Bernini (métro de Turin)
Pour les articles homonymes, voir Bernini.
Bernini est une station de la ligne 1 du métro de Turin, située piazza Bernini, au croisement des corso Francia, corso Tassoni et corso Ferrucci. Elle est nommée en l'honneur du sculpteur et architecte Gian Lorenzo Bernini, plus connu sous le nom du Bernin.